# Île Saint-Bernard
Île Saint-Bernard är en ö i Kanada.   Den ligger i provinsen Québec, i den sydöstra delen av landet, 150 km öster om huvudstaden Ottawa. Den ligger vid Rivière Châteauguays mynning i Saint Lawrencefloden söder om Montréal. 
Runt Île Saint-Bernard är det tätbefolkat, med 982 invånare per kvadratkilometer.